# ジョン・ホッグ (博物学者)
ジョン・ホッグ（John Hogg、1800年3月21日 - 1869年9月16日）はイギリスの法律家、古典学者、博物学者である。生物分類の歴史において、原生動物と原生植物の違いはあまりないとして、それらを Primigenum 界にまとめた。

## 略歴
ダラムに法廷弁護士の息子に生まれた。1818年からケンブリッジ大学の最初の学寮、ピーターハウスで学び、1827年にBA、1828年にMAを取得した。法曹院に属し、法律分野で要職を務めた。法律の分野以外に植物学、考古学、文献学、地質学などの広い分野の著作を行った。1839年に王立協会フェローに選ばれた他、リンネ協会のフェロー、王立文学協会（Royal Society of Literature：1866年に副会長を務める。）、王立地理学会などの会員を務めた。
生物の分類の歴史において、1860年に、原生生物界を提案した。また動物か植物かで当時論争のあったヌマカイメン（Spongilla）が、光合成を共生する藻類が行っていることを示し動物であることを示した。

## 著作
- On the Classification of the Amphibia, 1839
- On the action of light upon the colour of the river sponge, 1840
- A Catalogue of Sicilian Plants; with some remarks on the geography, geology, and vegetation of Sicily, 1842
- Catalogue of birds observed in South-Eastern Durham and in North Western Cleveland: with an appendix, containing the classification and nomenclature of all the species included therein, 1845
- Classification of Birds; and particularly of the genera of European birds, 1846
- "On the distinctions of a plant and an animal and on a fourth kingdom of Nature". The Edinburgh New Philosophical J. (New Series) 12, 1860, p. 216–225 + pl. III.